# Ary Scheffer
Ary Scheffer (Dordrecht, 10 de febrero de 1795-Argenteuil, 15 de junio de 1858) fue un pintor, grabador y escultor francés de origen neerlandés. Hermano del también pintor Henry Scheffer. Representante del clasicismo.
En 1797 llegó con su familia a La Haya y entre 1808 y 1810 residió en Ámsterdam.
A los 17 años, Scheffer se trasladó en 1812 a París y pasó a ser allí discípulo de Pierre Narcisse Guérin. En su estudio recibió también el influjo de otros dos discípulos de Guérin: Théodore Géricault y Eugène Delacroix. Sheffer trabajó como maestro de arte para los hijos del duque de Orleans, el futuro Luis Felipe I de Francia, lo que le llevó a entablar lazos de amistad con la familia real, de la que recibió distintos encargos de retratos.
Falleció a los 63 años de edad en 1858. Casi todo su legado se conserva en el Museum Ary Scheffer de Dordrecht. Un conjunto menor de sus obras puede también contemplarse en el Museo de la Vida Romántica de París, sito en la casa que Scheffer habitó en la capital francesa, en el número 19 de la calle Chaptal, en el noveno distrito.
La escultora Cornelia Scheffer (París 29 de julio de 1830 - 20 de diciembre de 1899, en la misma ciudad) es hija suya.
Su llegada a París coincidió con los comienzos del Romanticismo pictórico. Scheffer no mostró gran simpatía por la dirección que fue tomando en algunos de sus más conocidos representantes, como Sigalon y sus ya nombrados compañeros de estudio Delacroix y Géricault. Tras varios intentos, logró encontrar su propio camino que algún crítico -sin mucha simpatía- ha denominado "frigidly classical".
Tras interesarse por temas literarios, especialmente de Byron y Goethe -dedicó una larga serie de obras al Fausto de este último autor-, pasó a pintar fundamentalmente temas religiosos. 
Fue también un notable retratista, como mostró en las obras dedicadas a Chopin o Liszt.
Uno de sus discípulos fue Frédéric Auguste Bartholdi, autor de la Estatua de la Libertad en Nueva York.